# تليف تصلبي في الثدي
التليف التصلبي في الثدي يستخدم غالبًا بمعنى الغداد التصلبي الفصيصي للثدي. من غير المعروف ما إذا كان مرتبطًا بحدوث غداد غير تصلبي في الثدي (والذي يصنف عادة كتغيرات كيسية ليفية في الثدي) وبخلاف ذلك؛ يُعتقد أنه مرتبط بخطر ارتفاع حدوث لسرطان الثدي.